# Brixen im Thale
Brixen im Thale est une municipalité de la vallée de Brixental dans le district de Kitzbühel. Elle est localisée à 10 km de Kitzbühel. Avec une altitude de 794 m, Brixen constitue l'un des plus hauts points de la vallée de Brixental.

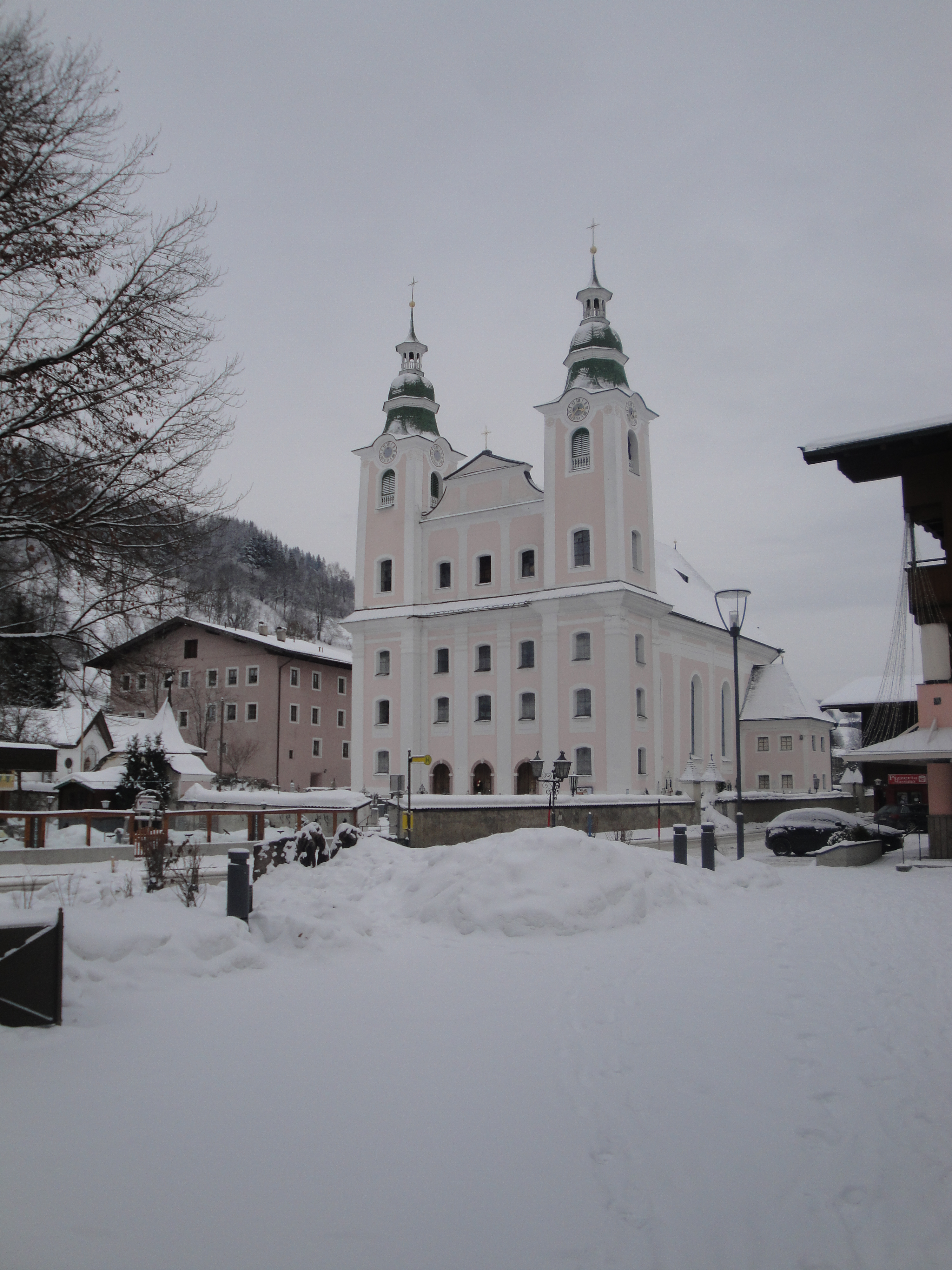
L'église paroissiale de Brixen im Thale